# 岩屋妙見宮
岩屋妙見宮（いわやみょうけんぐう）は、香川県三豊市仁尾町朝日にある十波羅蜜寺（吉祥院）の仏堂（奥之院）。本尊は北辰妙見大菩薩。妙見山の中腹にある。「朝日の妙見さん」の愛称で親しまれている。

## 歴史
空海が修行の為、当山に篭り求聞持の法を修した時、妙見菩薩の「我は北辰星の化身なり、今汝に託す末世の衆生に広大なる福利を与えんと欲す。汝宜しく我が姿を此処に写し留めて一宇を建立すべし」とのお告げがあった。空海は妙見菩薩の本地虚空蔵菩薩の尊像を岩面に刻み一宇を建立したと伝えられている。
1691年（元禄4年）吉祥院の貞増が塩田伝左衛門などの寄進により本尊並びに一宇を再建（昭和53年10月26日町指定文化財の吉祥院棟札47枚の中の記述による）、また、本堂東の山腹から約1200年前の供膳用の器が出土している（昭和48年5月1日町指定文化財の妙見遺跡）。

## 伽藍
- 本堂：屋根石が屋根になっていて、さらに天蓋石が覆う、妙見堂である。
- 大師堂：厄除大師として信仰される石の大師像（1855年寄進）、昭和61年新築復元。
- 求聞持堂：空海が刻まれたと伝わる虚空蔵菩薩石像が祀られる。
- 観音堂：西国三十三のミニ霊場の1番。
- 籠り堂：通夜堂
- 開運の洞穴：本堂の向かって右から入って、天蓋石の左に出てくるが、途中は真っ暗で、現在は立ち入り禁止。

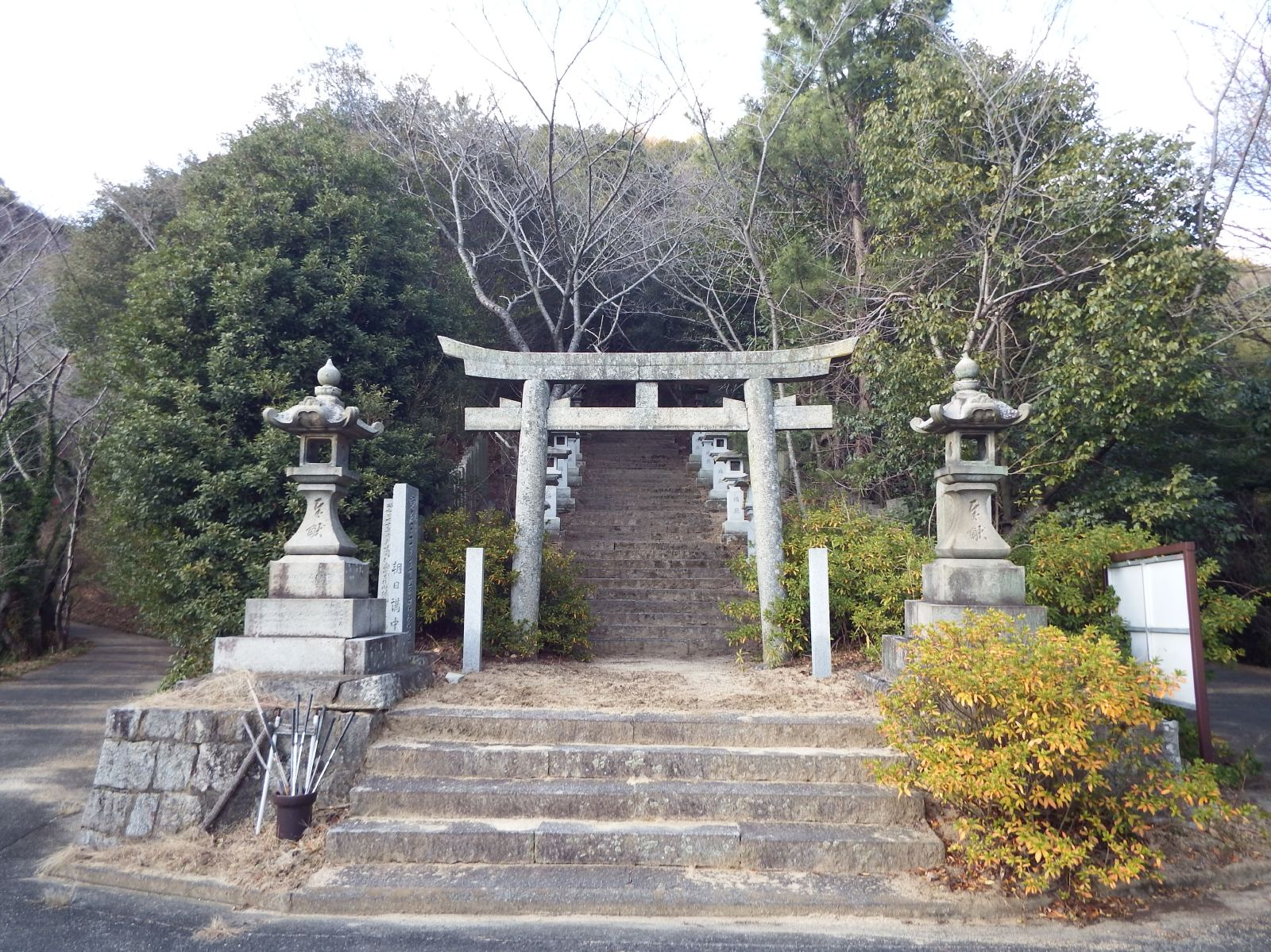
鳥居から石段を上がる
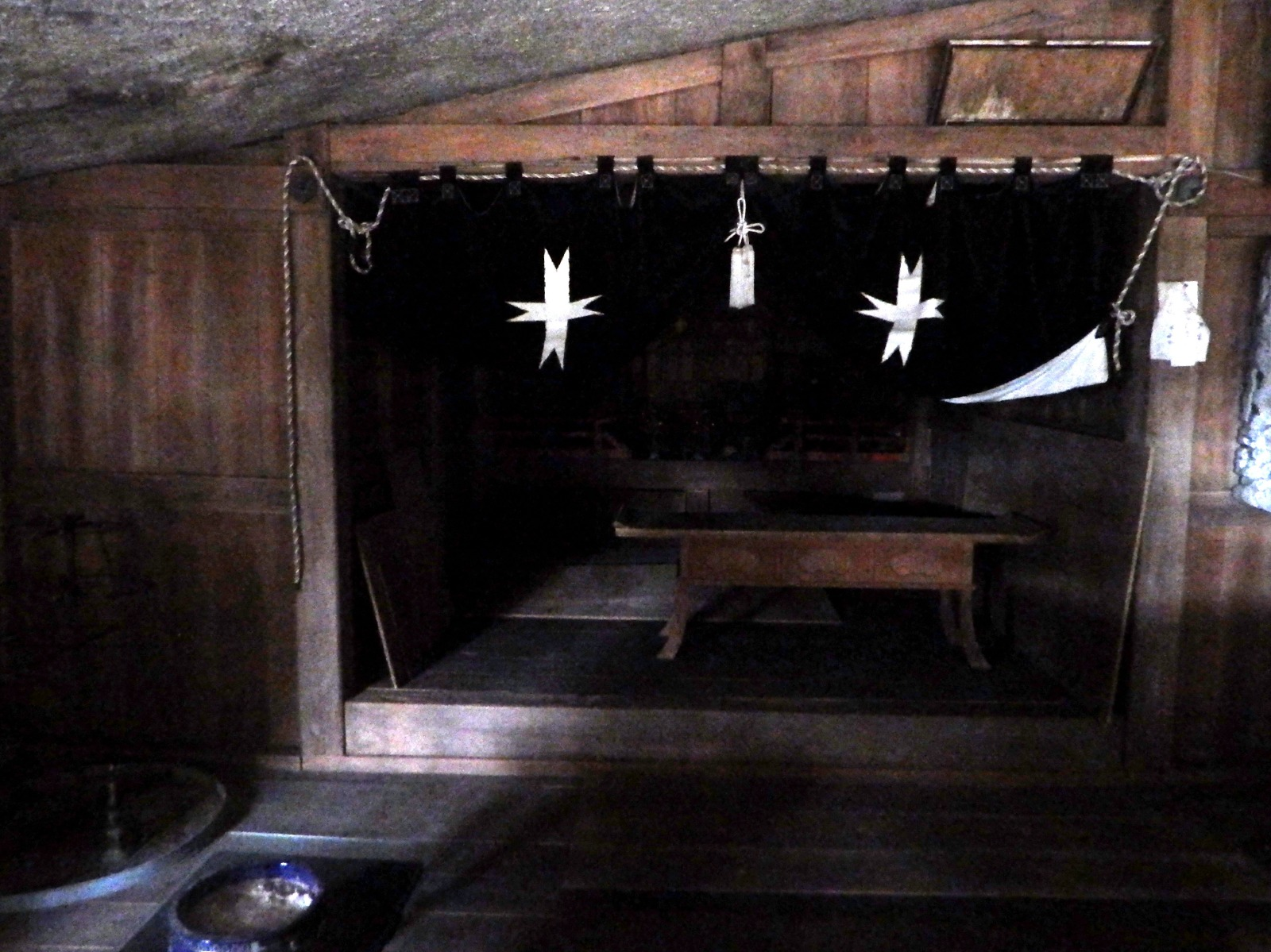
本堂の天井は岩
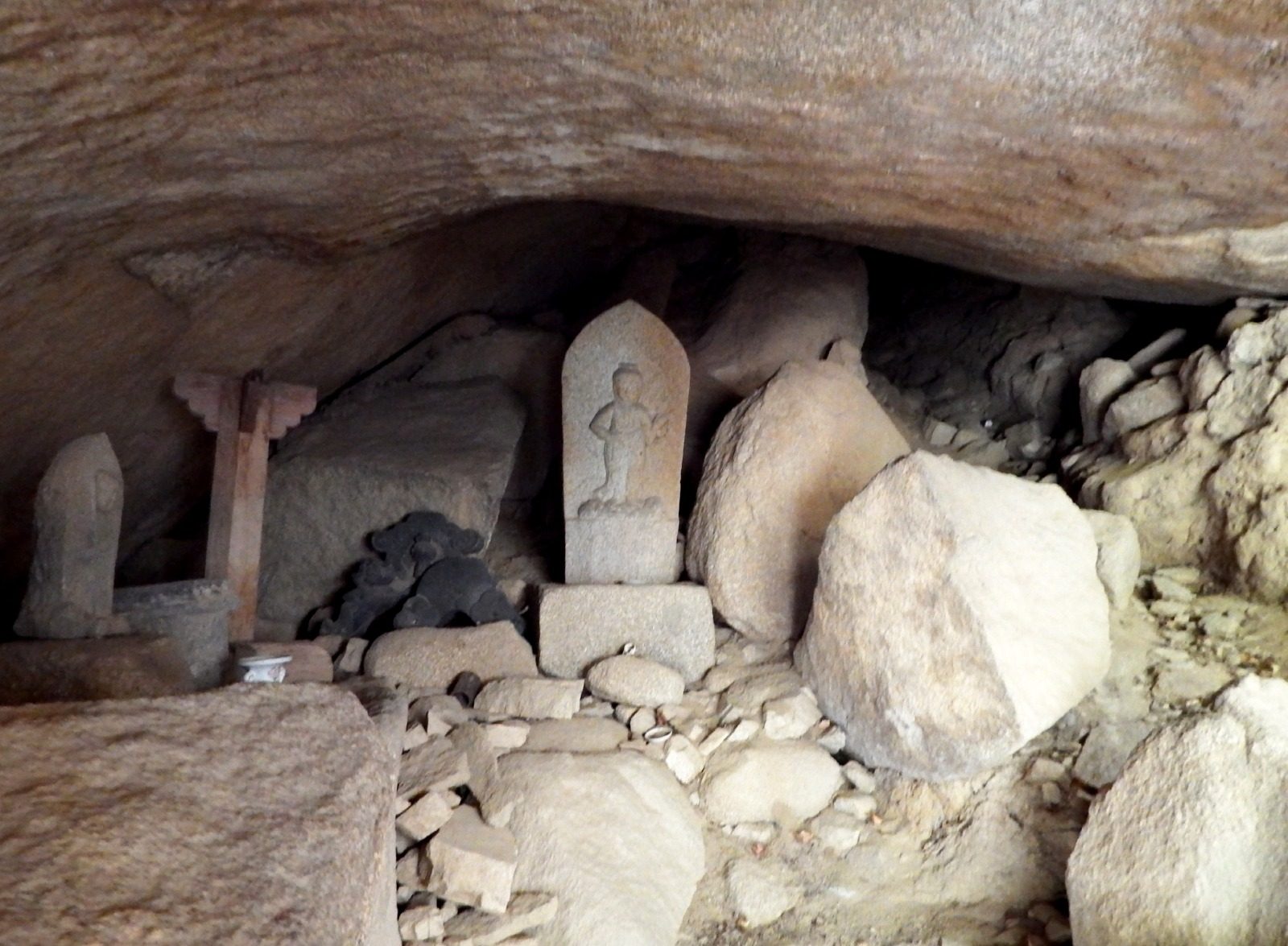
洞穴の入り口奥
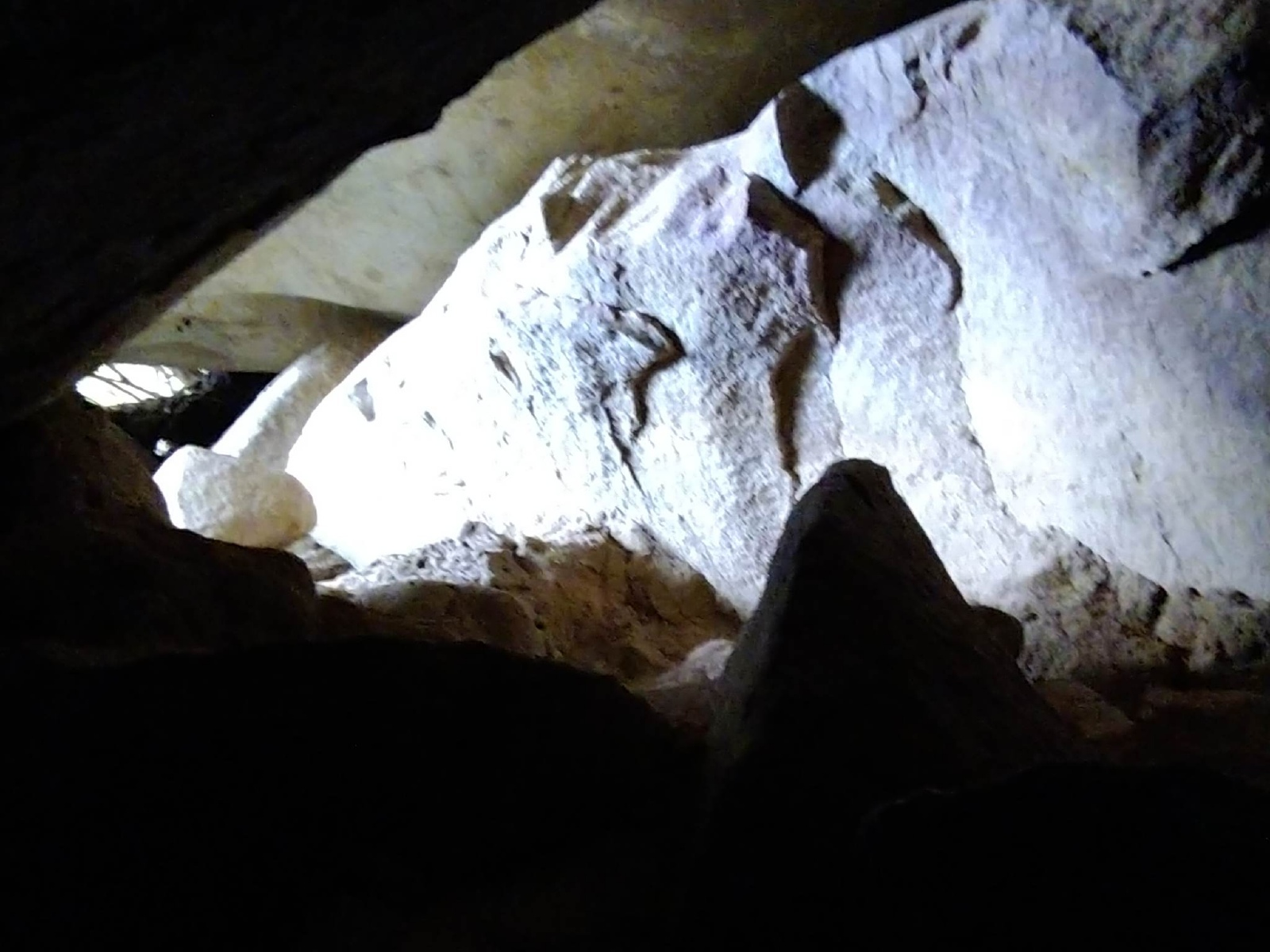
洞穴を抜けた上部

## 祭事
- 正月初参り
- 四月第二土日
- 夏祭り七月第二土日

## 交通

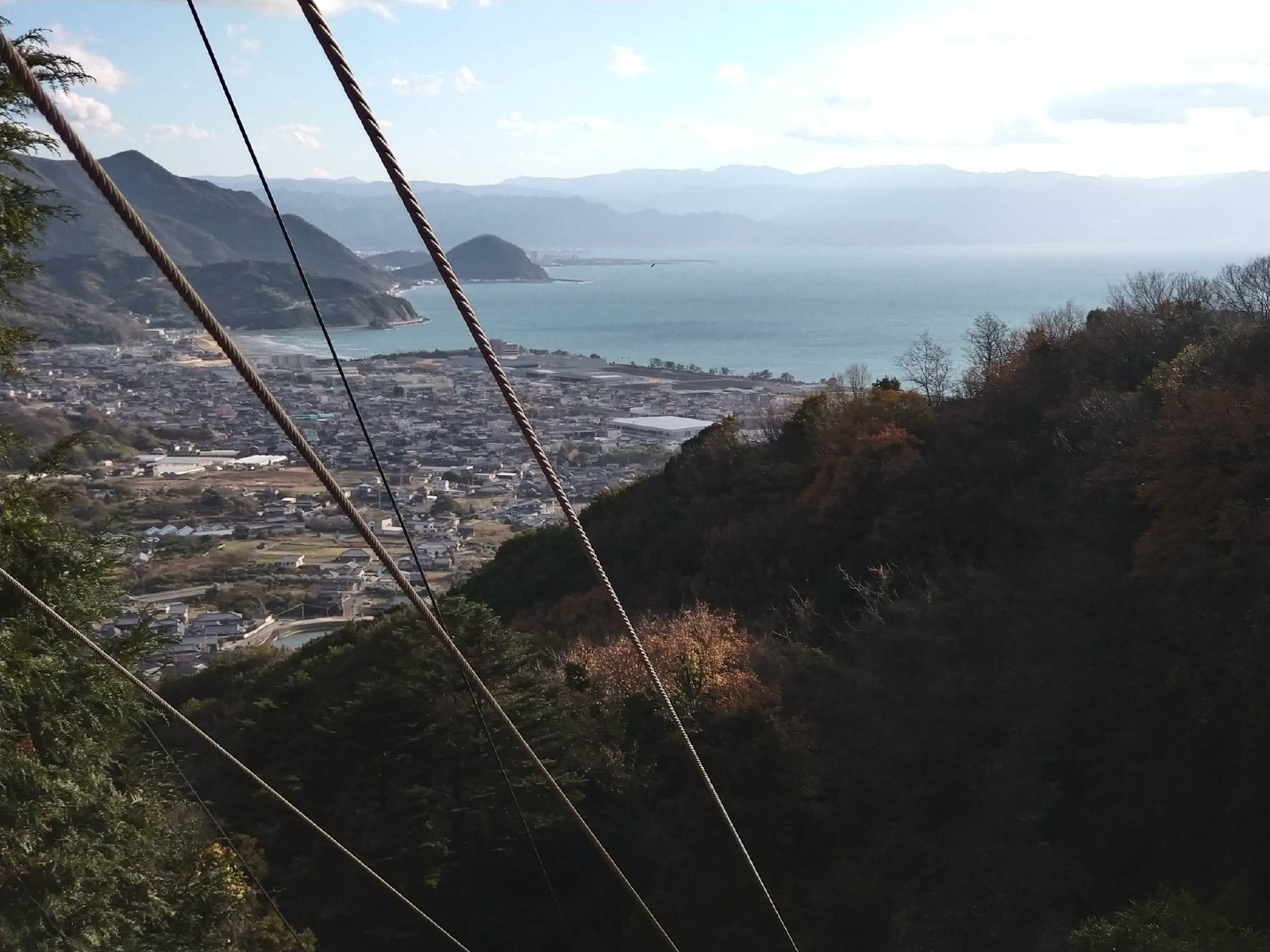
境内からの展望

- 県道231号（仁尾詫間線）より、三豊ふれあいプラザにお付近より林道に入り、鳥居前（3台ほどの駐車スペース）へ、石段を10分ほど上がると境内。